# Cylisticus racovitzai
Cylisticus racovitzai là một loài chân đều trong họ Cylisticidae. Loài này được miêu tả khoa học năm 1957 bởi Vandel.